# Starovjerje
Slavensko starovjerje naziv je koji se upotrebljava za slavensku vjeru i mitologiju u usporedbi s modernim rodnovjerjem. Riječ je o najstarijem obliku duhovnosti u slavenskih naroda, animističkom politeizmu i magijskoj praksi slavenskih naroda zasnovanim na kultu predaka i, pokatkad antropomorfiziranih, prirodnih sila.
Pojam se rabi u znanstvenoj literaturi vezanoj upravo uz religiju drevnih Slavena, ali se pojavljuje i u rodnovjernim pokretima s različitim značenjima.

## Objašnjenje
Na prvoj razini pojam starovjerje označava ta izvorna vjerovanja, duhovnost i vjersku kulturu u slavenskih naroda. O njoj nema sačuvanih arheoloških podataka iz najranijih vremena, a kasniji povijesni izvori također su neprecizni.
Na drugoj razini ono bi, prateći analogiju, bilo vrstom hipotetskoga religijskog pravca u modernom vremenu u kojem se vraća starijim oblicima duhovnosti.
Dakle, ili je riječ o izvornoj slavenskoj religiji in continuo ili pak pokušaju rekonstrukcije izvornih nekršćanskih tradicija slavenske vjere te pokušaj nastavka življenja te iste vjere u obliku što autentičnijem i što bližem onomu izvornomu prije preuzimanja kršćanstva i/ili drugih vjerovanja i religija.

## U rodnovjerju
Neke rodnovjerne skupine, poput primjerice slovenskih, samo rodnovjerje nazivaju starovjerjem, a sebe starovjercima, no prema njihovim značajkama, komunikaciji s ostalim skupinama u Europi i drugim osobinama, tu je riječ o rodnovjerju, a ne o starovjerju.
Poglavito u Srbiji, starovjernima se ponekad nazivaju pravoslavni kršćani starog obreda, staroobrednici. U Ukrajini neke rodnovjerne skupine pod pravoslavljem smatraju starovjerje, odnosno rodnovjerje.
Kako postoji poprilično različit skup rodnovjernih skupina, a terminologija nije u potpunosti usklađena, tako često dolazi do različitih terminoloških značenjskih preklapanja.